# New Florence (Pennsilvània)
New Florence és una població dels Estats Units a l'estat de Pennsilvània. Segons el cens del 2000 tenia 784 habitants.

## Demografia
Segons el cens del 2000, New Florence tenia 784 habitants, 331 habitatges, i 225 famílies. La densitat de població era de 864,9 habitants/km².
Dels 331 habitatges en un 27,2% hi vivien nens de menys de 18 anys, en un 50,8% hi vivien parelles casades, en un 14,2% dones solteres, i en un 32% no eren unitats familiars. En el 29,9% dels habitatges hi vivien persones soles el 16,9% de les quals corresponia a persones de 65 anys o més que vivien soles. El nombre mitjà de persones vivint en cada habitatge era de 2,37 i el nombre mitjà de persones que vivien en cada família era de 2,91.
Per edats la població es repartia de la següent manera: un 23,3% tenia menys de 18 anys, un 6,9% entre 18 i 24, un 24,5% entre 25 i 44, un 24,4% de 45 a 60 i un 20,9% 65 anys o més.
L'edat mediana era de 42 anys. Per cada 100 dones de 18 o més anys hi havia 79,4 homes.
La renda mediana per habitatge era de 24.688 $ i la renda mediana per família de 28.750 $. Els homes tenien una renda mediana de 31.667 $ mentre que les dones 19.792 $. La renda per capita de la població era de 13.449 $. Entorn del 19,3% de les famílies i el 21,6% de la població estaven per davall del llindar de pobresa.

## Poblacions més properes
El següent diagrama mostra les poblacions més properes.